# Chiara Maci
Chiara Maci (Agropoli, 6 dicembre 1983) è una blogger, cuoca, conduttrice televisiva e scrittrice italiana.

## Biografia
Suo padre, leccese, è un medico; sua madre è la bolognese Aurora Cacciari, una delle prime sommelier italiane AIS.
Ha conseguito una laurea in giurisprudenza all'Università di Bologna e un master in Media Relations a Milano, alla Business School de Il Sole 24 Ore. Come la madre è sommelier AIS; ha conseguito inoltre un diploma presso l'ALMA, la Scuola Internazionale di Cucina Italiana fondata da Gualtiero Marchesi a Colorno.
Nel 2010 apre con sua sorella Angela un food blog, Sorelle in pentola. Grazie a questa esperienza acquisisce popolarità in breve tempo e viene chiamata come giudice del programma Cuochi e fiamme su Food Network, prima con la conduzione di Alessandro Borghese e poi assieme a Simone Rugiati. Tre anni più tardi nasce il secondo blog di cucina chiaramaci.com. Conduce sempre sulla stessa emittente L'Italia a Morsi.
Ha due figli, Bianca e Andrea, e vive a Milano.

## Programmi televisivi
- Cuochi e fiamme (La7d, 2010-2014, Food Network, 2018-in corso)
- L'Italia a Morsi con Chiara Maci (Food Network, 2019-2020)
- Cortesie in famiglia (Real Time, 2021)

## Pubblicazioni
- Sorelle in pentola - In due c'è più gusto, con Angela Maci, Pendragon, 2011
- Sorelle in pentola - In due c'è più gusto - Le ricette appetitose delle cuoche-blogger più famose d'Italia, con Angela Maci, Newton Compton Editori, 2012
- Pomodori verdi fritti e sentimenti al vapore - Ricette per dare gusto agli alti e bassi della vita, Rizzoli, 2013
- Ma tu come la fai la Caponata? - La nostra storia d'amore in cucina, con Filippo La Mantia, HarperCollins, 2018